# 양덕인
양덕인(1909년 11월 22일~1986년 4월 3일)은 대한민국의 정치인이다. 제5대 국회의원을 지냈다.

## 역대 선거 결과
|  | 8.09% |

|  | 19.57% |

|  | 33.65% |

|  | 43.51% |

|  | 16.17% |

|  | 7.88% |

|  | 10.81% |